# 内村光良
内村 光良（うちむら てるよし、1964年〈昭和39年〉7月22日 - ）は、日本のお笑いタレント、司会者、俳優、映画監督。
南原清隆とお笑いコンビ「ウッチャンナンチャン」を結成。
熊本県人吉市出身。愛称は「ウッチャン」。マセキ芸能社所属。妻は徳永有美。

## 略歴
1964年（昭和39年）7月22日、熊本県球磨郡上村(現：あさぎり町)に生まれ、免田町立免田小学校（現・あさぎり町立免田小学校）に入学。小学4年生の時に熊本県人吉市の人吉市立西瀬小学校に転校し、人吉市立第二中学校、熊本県立人吉高等学校を卒業。映画監督を志し横浜放送映画専門学院（現・日本映画大学）演劇科に第9期生として入学。南原清隆、出川哲朗、入江雅人らと出会う。
在学中の1984年、漫才の授業をきっかけに南原とコンビを結成。講師をしていた内海桂子・好江の勧めでマセキ芸能社に所属し、『お笑いスター誕生!!』に出演。「ショートコント」スタイルを確立するなど、コントを主体とした芸風で、とんねるず・ダウンタウン・B21スペシャルらと共に「お笑い第三世代」代表の一角としてバラエティ界をリードした。
『夢で逢えたら』への出演からスタジオコントにこだわるようになり、『ウッチャンナンチャンのやるならやらねば!』と合わせて様々なキャラクターを演じた。ドキュメント系バラティの『ウッチャンナンチャンのウリナリ!!』では内村の強い要望でコントライブのコーナーを設け、コントブーム終焉後も『笑う犬の生活』や『LIFE!〜人生に捧げるコント〜』に携わるなど、コントにかける情熱から「最もコントを愛する芸人」とも評されている。
1998年、ポケットビスケッツのメンバーとして『第49回NHK紅白歌合戦』に出場。
1999年、『ウッチャンナンチャンのウリナリ!!』の企画「ドーバー海峡横断部」の遠泳リレーでドーバー海峡の横断に成功。後年、「人生で1番キツかった仕事」と語る。
『内村プロデュース』をはじめ、2000年代からピンでの活動が中心となり、『内村さまぁ〜ず』、『世界の果てまでイッテQ!』、『スクール革命!』などは10年以上続く。なお、『内村さまぁ〜ず』は2012年にDVDのリリース本数がギネス記録に認定され、以降も更新中である。
2006年に『ピーナッツ』で映画監督デビューし、2013年に『ボクたちの交換日記』、2016年に『金メダル男』を発表。
2017年からは『内村文化祭』と題した主催ライブを毎年行っている。
2017年から『NHK紅白歌合戦』の総合司会を4年連続で務める。
2019年2月11日、人吉市民栄誉賞を受賞。

## 人物

### 身体的特徴
色白で鼻が大きく、度々相方や他の芸人のネタにされる。
肌は幼い頃から白く、小学校の頃の担任に「君は色が白いから歌舞伎役者になるといいよ」とアドバイスをもらったことがある。
髪型は高校時代から変わっていない。靴のサイズは26.5cm
ジャッキー・チェンに似ていることから、ジャッキーに関する以下のエピソードがある。
- 出川哲朗には専門学校時代から「チェン」と呼ばれ続けている[17]。
- 内村自身もジャッキーのファンで時折ものまねをしたりしているが、これが縁でジャッキー・チェン本人とは番組などを通じて幾度か共演しており、ジャッキー本人も似ていることを認めている。
- 『ウッチャンナンチャンのやるならやらねば!』では、「ウッチー・チェン」として、デタラメな中国語と[注 1]、内村のボディアクションが特徴であるコントを披露している。
- ジャッキー主演の映画『ツイン・ドラゴン』は、雑誌広告でジャッキーが二役で双子を演じるポスターの片方を内村の顔写真に変え、「ジャッキーは、ウッチャンを見てこの映画を思いついた」というコピーを使用していた。
- 高校時代の自主制作映画で、ジャッキー並のアクションを演じたこともある[注 2]。
- 活動初期はメガネを掛けていた。これは『お笑いスター誕生!!』出演時にスタッフから「(相方である南原と)顔が似ているからメリハリをつけるために掛けろ」と言われて掛けていたものである。

### 趣味・嗜好

#### 映画
- 小学生の頃に父親が趣味で買った8ミリカメラや映写機に触れ、中学生の時に観た『街の灯』と『ロッキー』の影響で映画にのめり込み、監督を志すようになる[18]。中学の文化祭では映画をモチーフにした劇を上演し、自ら脚本・演出・主演を務めた。高校時代には実家の酒屋のしごとを手伝った報酬で撮影用の機材を揃えて自主映画を制作・上映するようになり[19]、横浜放送映画専門学院ではぴあフィルムフェスティバルに応募するも落選する[20]。
- 特に影響を受けた映画として前述の『街の灯』、『ロッキー』に加えて、『卒業』、『小さな恋のメロディ』、『明日に向って撃て!』を不動のベスト5として上げる[21]。他にも、ブルース・リーやジャッキー・チェンなど香港スターによるアクション映画、大林宣彦監督作品の尾道三部作について、随所で熱く語っているのが見られる。
- 『笑う犬』シリーズでの映画評論コント「ミル姉さん」でも映画への知識と情熱が遺憾なく発揮され、当時は雑誌連載のオファーが殺到した。しかし、当時山ほどレギュラーを抱えていた内村はミル姉さんの姿で「嬉しいけどこれだけで手一杯だから勘弁して…。」と呟いていた。
- 『燃えよドラゴン』は既に数え切れないほどの回数を観ているが、未だにテレビ放映されるとオンエアで観てしまう。リーのものまねも得意で、『ウッチャンナンチャンの誰かがやらねば!』の映画パロディでは「テルース・リー」として、『燃えよドラゴン』のパロディで『燃えてるドラゴン』、『ドラゴン怒りの鉄拳』のパロディで『ドラゴン怒りのせっけん』など、映画の予告編風のコントを披露していた。
- 『ウンナン世界征服宣言』の企画で、日本大学芸術学部の映画学科を目指すことになった。内村は一次試験を通過するも、二次試験の面接で求められた「完全に芸能人をやめて学業に専念する」条件が果たせず、進学は断念している[22]。

#### 音楽・テレビ
- 好きなアーティストはサザンオールスターズ。『夢で逢えたら』で共演して以来、『ウンナンの気分は上々。』でのライブ出演の企画[注 3]、『ウンナンのホントコ!』や映画『金メダル男』での曲の依頼、桑田佳祐の『白い恋人達』プロモーションビデオや『桑田佳祐の音楽寅さん』出演など、たびたび共演の機会がある。
  - 内村は桑田を「繊細な方」「あんなにスターなのに、全然スターに見えないというか、なにも飾らないし、本当に気さくな方」と評価しており、それを象徴するエピソードとして前述のライブ出演で桑田が興奮して内村を蹴り飛ばし、舞台から突き落とした事を「ずっと謝ろうと思っていた」と感じ、数年後に偶然再会し、初めて一緒に酒を交わした際に、内村に謝っていた事が語られている。なお、内村本人は謝られたことについて「そんなことをずっと気にしていられたなんて」と感じており、突き落とされた事をあまり気にしていなかった[23]。
  - 桑田は自身のラジオで「ウッチャンは温かいよね。芸能の神をまつる紅白の神主はウッチャン」と『第69回NHK紅白歌合戦』で共演した際の内村の司会ぶりを高く評価していた[24]。
- 志穂美悦子の大ファンでファンレターを送ったことがある[注 4]。また、『笑う犬』の時に志穂美本人から手紙と本人の手による「ミル姉さん」の油絵が届き「芸能界にいて良かった」と絶叫したことがある。
- Perfumeを気に入っており、舞台『エルダーソルジャーズ』では、Perfumeのコスプレをして振り付けを披露。その直後に行われた『世界の果てまでイッテQ』の企画でも、富士山登頂した際にレギュラーメンバーからDVDやCDなどを差し入れされて、富士山で「ポリリズム」の振り付けを披露した。
- 『連続テレビ小説』のファンで、小学生の頃は『藍より青く』や『鳩子の海』を観るのが日課だった。『ゲゲゲの女房』以降の作品は、欠かさず観ている[25]。以前から『連続テレビ小説』への出演を望んでおり、『なつぞら』でナレーションとして参加することとなった。また、『LIFE!〜人生に捧げるコント〜』では度々、『連続テレビ小説』のパロディコントを行っている。
- 好きなアニメは『あしたのジョー』で、昔の営業のネタでよくモノマネをしていた[26]。
- 『銀河英雄伝説』の大ファンで、2007年7月14日放送の『SmaSTATION!!』にゲスト出演した際に、「実写で演じてみたいキャラクターは誰?」という質問に対し、他の出演者が適当に答える中で一人はっきりと「ヤン・ウェンリー」と答えた。また、『ウリナリ!!』では『銀英伝』を元ネタにした『銀河放浪伝説』というコントを作り、「ラインテルト」というキャラを演じている。共演の東野幸治は「ヒガシノイス」と言うキャラであった。OVA版でナレーションを務めた屋良有作を起用した上にOVA版の衣装を用意し、元ネタのラインハルトの声色とセリフを忠実にマネるという力の入れようだった。
- 『欅坂46』のファンで、『紅白歌合戦』や自身のライブ『内村文化祭』などで度々ダンスを披露している[27]。

#### その他
- 故郷・熊本をこよなく愛し、以前はたまに地元テレビへの出演や地元新聞社への寄稿を行っていた。人吉市限定情報誌『どぅぎゃん』に創刊号から毎年2回[注 5]寄稿している。
- 好きな食べ物はチャーハン・カツカレー・豆ご飯など。チャーハンには特に目がなく、番組でチャーハンが出てくると目を輝かせて喜ぶ。また、自分の作る料理の中で、唯一自画自賛できるメニューでもある[注 6]。チャーハンが好きな理由として、「御飯と具、そして味の一体感とバランスが絶妙」と語る。またチャーハンと豆ご飯は自分にとってお袋の味とも、『世界の果てまでイッテQ!』で語っている。ただし、基本的に出された料理や楽屋に用意された弁当などに文句を言うことはなく、何でも美味しいと言ったり、微妙な味の違いがわからないことから、周囲から味オンチだと疑われている。
- 好きな酒は焼酎。酒屋の息子であるものの20歳代の頃はほぼ酒が飲めず飲んでもビール1杯程度だったが、30歳代から徐々に飲めるようになる。
- 20代の頃は1日90本ものたばこを吸うヘビースモーカーであったが、2011年を境に禁煙[28][29]。しかし長年の喫煙がたたり、2014年現在の肺年齢は95歳[30]。

### 性格
- コントや番組上の演出以外では悪口を言わない、めったに怒らないなど、極めて温和な性格である。
  - 番組ですべった後輩に対し、収録後に怒ったりダメ出しをしないことから「優しさの鬼」といわれており[31][15]、周りが悪口や批評を言っても「でも、～は良かったよね」と必ず良いところを見つける[32][11]。一方で、同じ事務所の後輩には異常に厳しいとも言われている[11]。
  - 番組の上で出川哲朗などに冷たく当たることもあるが、舞台裏で「バラエティとはいえ冷たく当たって本当にすまない」と謝ったことを出川に暴露されてしまった[31]。
  - ウド鈴木に対しては、『ウリナリ!!』の男子シンクロ挑戦部の企画の際に、練習の集合時間に遅れたうえに何度やっても上手く出来ないウドに対して、滅多に怒らない内村が「ちゃんとやれよ！」と怒鳴り、水面を手で叩いて激怒したことがある。しかし、練習後にはウドに対して「大人気なかった」と謝罪し、「じゃ、頑張ろう！」と笑顔で帰っていったという[33]。
- 以前は内向的な性格で付き合いが悪く、特に20代の頃は話しかける事すらままならない雰囲気だったことを当時を知る後輩たちに度々暴露されている[34]。出川曰く『内村プロデュース』の頃から急に社交的になり、番組の打ち上げや芸人仲間との飲み会を楽しむようになったという[35][36][37]。特にさまぁ〜ずなどとは定期的に飲みに行っている。そして当時、同じ関東のライバルであったヒロミとも仕事終わりなどにファミレスで一緒に食事していた。[11]。
- プライベートでは、街中を歩いていても周囲にほとんど気付かれない。番組の収録前なども大御所とは思えないほどオーラがなく、出演者に気付かれないこともある[38]。2021年現在も電車を利用していると発言しており、愛用のSuicaには常に5000円以上をチャージしてあるという[39]。
- 色々と悩むことはあっても最後は楽観的なところがあり、売れなかった時代や仕事が減った時期も「なんとかなる」と考えていた[40][41]。

### 家族
- 2005年徳永有美と結婚。会見で内村は「（妻は）侍のような…」と表現し、2人の関係を「運命共同体」と語った[42]。
- 2009年に長女、2013年に長男が誕生。長女には甘くなってしまい、長男は色白で自分の姿を見ているようで、つい厳しくなってしまうという[41]。
- 放送作家を務める従兄の内村宏幸を「あんちゃん」と呼び、慕っている。専門学校時代は、横浜の大学に通っていた彼と同居していた[43]。

### エピソード
- 松本人志と仲が良い。『笑う犬』が日曜8時に移行する際に内村は、「それなら（かつて『ダウンタウンのごっつええ感じ』の枠に移動することを）松ちゃんに許可をもらわなきゃ」とわざわざ連絡を取った[31]。「そんなこといちいち俺に聞かなくてもいいのに」と思った松本は、「ウッチャンはいい子すぎる」と著書で内村を評している。また、松本の結婚式には吉本興業の関係者以外は式場のホテルに入れなかったが、松本たっての希望で出席したほど[31]。さらには2021年8月28日に生放送された『FNSラフ&ミュージック』にて生ブッキングのコーナーにて久しぶりに松本から電話が来て電話出演した。
- 毎年の正月には知人に電話で新年のあいさつをしているらしく、松本がラジオ番組『放送室』で、自宅の留守電に内村から新年の挨拶のメッセージが残されていたエピソードを語っている。
- 志村けんから「ずっとコントやったほうがいいよ」とアドバイスを受けたことが『笑う犬』に繋がるが、志村は泥酔していたため発言を覚えていなかった[44]。
- 東野幸治に対し、「笑福亭鶴瓶は憧れない」と漏らしたことを、東野が鶴瓶に告げ口してしまったことがある。内村はこれについて、「俺は冗談で言ったのよ。東野に笑って貰いたかった」としている[45]。また、番組内でツッコミとして鶴瓶の頭部を思い切り叩いてしまったことを長年に渡り申し訳なく思っているという。
- 『新ウンナンの気分は上々。』の企画で「バカルディ」を「さまぁ〜ず」、「海砂利水魚」を「くりぃむしちゅー」に改名させるが、それによって人生を変えてしまったことに責任を感じ、もう誰も変えようとは思わないと語っている[11]。くりぃむしちゅーの改名に対しては直接のブレイクに繋がらなかったため、責任を感じて「戻してもいいよ?」と言ったこともあった[46]。

## 芸風

### 憑依芸人
芸風としては、素のキャラクターよりも、あるキャラクターを演じきって笑いを取る「憑依芸人」といわれるタイプで、素を前面に出す相方・南原とは対照的である。松本人志は内村を、「憑依芸人としてのキャラクターの引き出しが非常に多く、自分の場合は5、6パターンほどに集約されてしまうが、ウッチャンは全て確立出来ている」と評する。

#### 芸に対する姿勢
放送作家の高須光聖は「コントが大好きな芸人をイメージしてみると、真っ先に思い浮かぶのが内村光良で、2番目が松本人志である」と述べている。また、お笑い第三世代によるコント番組ブームが1990年代後期に終息した後も、内村は『笑う犬』『爆笑レッドシアター』『LIFE!〜人生に捧げるコント〜』などのコント番組を手がけ、「スタジオコント」にこだわっている。高須光聖は、「ダウンタウンの松本人志はテレビでコントをすることを諦めた。だけど内村はいまだにコントに挑戦している。」と芸に対する姿勢を評している。
内村自身はスタジオコントについて「得意分野なので続けていきたい」「スタジオコントが一番好きなのかなと。『夢で逢えたら』とかあの空間が好きでしたね。お客さんがいなくて、スタッフの笑いを頼りにして。毎回やるたびに『俺、好きだわ』と思う」と語っている。
また、個人でのネタ披露も度々行っており、2006年には『スティング松岡 危機一髪!』内で使用する漫談のネタを試すため、所属事務所の若手芸人ライブに紛れ込んで出演した　また、2008年には『ウンナン極限ネタバトル! ザ・イロモネア 笑わせたら100万円』内のコーナー「ゴールドラッシュ」において、ピン芸人「ザ・テルヨシ」として漫談を行い、見事3週勝ち抜いて本選出場権を獲得、同年秋の本戦に出場したが、ファイナルチャレンジ（残り1人）で敗退した。その後、2009年春と2010年正月のスペシャルでは、ウド鈴木（ザ・ウド）と共にコンビ「ザ・テルヨシ&ウド」として出場するが、2回ともファイナルチャレンジ（残り1人）で敗退となった。しかし、2010年末のスペシャルでは本名で三村マサカズと共にコンビ「三内芸」として出場し、見事100万円を獲得した。

### アクション
持ち前の運動神経の良さで、出演したコントでは時折難度の高いアクションを演じるほか、ドラマや映画に出演した際はスタントなしでアクションシーンを演じている。
しかし、40歳を超えた頃から体力の低下が見られ、『世界の果てまでイッテQ!』の「祭りシリーズ」では、宮川大輔と手越祐也の足を引っ張ることもある。「世界で一番盛り上がるのは何祭り?SP〜丸太祭り」では、練習では一度も丸太渡りが成功しなかったため、お祭り男からの引退を考えていたが、本番では予選・準決勝と丸太渡りを成功させ、チームの優勝に貢献し引退を撤回した。また、50歳を過ぎてからもバック転や鉄棒の大車輪を成功させるなど、難度の高い技に意欲的に挑戦している。
- 『ウッチャンナンチャンの誰かがやらねば!』でジャッキー・チェンの映画のパロディを行い、『プロジェクトA』の時計塔からの転落など危険なシーンをスタントなしで再現した。
- 『ウンナン世界征服宣言』では「ギターを持って歌いながら（つまりは両手が塞がった状態で）、スキーでゲレンデを滑り降りる」コントを披露した。
- 映画『七人のおたく』では、スタントなしで乱闘シーンを撮影し、壁を蹴って宙返りするなどのアクションを見せた。
- 『ウッチャンウリウリ!ナンチャンナリナリ!!』の「役者バカデニーロさん」コーナーにて、露鳩出似郎（）というロバート・デ・ニーロに似たキャラになって、階段落ちの練習を行ったのち見事に成功させている。
- ドラマ『ぼくが地球を救う』では、毎回さまざまなパターンの「階段落ち」を披露。一歩間違えれば大怪我をするエスカレーターでの階段落ちも行った。
- 『ウリナリ!!』で行ったミュージカル『ナトゥ』では、舞台演劇史上最大級の大階段落ちに挑戦し、見事に成功させた。
- コント「こける男」シリーズでは、つまづく・ぶつかる・滑る・転がる・飛ぶなど大小織り交ぜたあらゆる「こけ芸」を披露。セットを破壊しながら延々とこけ倒すのみの内容であったが、身体能力の高さを生かしたあまりに見事なこけっぷりと「痛い」リアクションに笑いとしての説得力があり、一部ではボディパフォーマンスの一種の完成型として評価する声もあった。
- テレビ朝日制作のドラマ「恋人はスナイパー」では共演の水野美紀[注 9]とアクションシーンを数多く演じている。※ワイヤーアクション等もこなしている[50][出典無効]。
- 2003年『第40回新春かくし芸大会』では、「THE DRUNKEN MAN〜果てしなき家路」という演目を一人で披露。酔っ払った男が家に帰るまでにさまざまなハプニングに見舞われるというもので、ノーカットの通し撮りで体を張ったアクションを多くこなした。その際、本番中にポールで腹部を強打し肋骨にヒビが入るというアクシデントに見舞われながらも、スタッフに気づかれることなく最後まで演じきり、撮影後のスタッフを驚かせた。
- 『内村プロデュース』の中でもその身体能力が何度も発揮されている。
  - 「内村vsふかわ5番勝負」の際には、当時35歳という年齢、かつスーツを着たままという格好にもかかわらず50mを6秒8で走った（ふかわが6秒6台の好タイムを出したため、勝負には敗れる）。
  - 「レガッタをプロデュース」（36歳当時）の際には、背筋力200kgを計測した。
  - 劇団プロデョーヌの「真夏の世の夢」の公演（37歳当時）では、舞台上でバク宙を披露した。
- 自身が監督を行っている映画『ピーナッツ』では、スタントマンやCG合成などの技術は一切使わず、バク転や宙返りをしながらボールをキャッチするというしなやかな動きを行っている。
- ドラマ『西遊記』の沙悟浄役では、非常に使うのが難しい古武術武具、釵（サイ）を使って巧みなバトルシーンを演じている。劇中宙返りもたびたび披露している。

### 司会
優しい雰囲気や安定感に定評がある。自分よりも共演者の持ち味を前面に押し出してフォローするスタイルで、少し埋もれているような人に焦点を当てるのが得意とされる。要所で声を張ってコント的な動きを見せる司会は劇場型とも言われる。
芸人としてはタモリ以来2人目となる『紅白歌合戦』の総合司会を務め、視聴者を体現したようなコメントや内村ならではのパフォーマンスが評判を呼んだ。

### 代表的なコントキャラクター

#### 『夢で逢えたら』
ムラさん
本名、村三吉。初老の男で、慇懃な態度だがずるがしこく金に汚い。自称労務者。ピストルなど武器を持てば、武器で脅しその小さな仲間内で必ず主導権を得ようとする権力欲の塊。たいてい最後にはひどい目に合わされる。ちなみに先祖の村二吉役で内村宏幸が登場している。

#### 『ウッチャンナンチャンのやるならやらねば!』
満腹ふとる
正しくまん丸な体型で常に何か食べている。歩く時にドスコイということが多いが動くことが難儀なので発している様子。「ブヒ…ブヒ…」と豚のような鳴き声を発し、癒し系キャラクターのような見た目に反して慇懃無礼で、小馬鹿にするような言動で相手の逆上を何度も招く。資産家の家庭に生まれた拝金主義者で何でも金で解決しようとしクラスの担任までも買収しようとしていた。元ネタは、『誰かがやらねば』の「トラブルコップ」で内村が演じた「まんぷく刑事」「食いしん坊刑事」「食べ過ぎ刑事」。全員同じ風貌で、ハンバーガーが好物。
見た目に反して、自身をデブだとバカにした者には辛辣に厳しく、「デブっていうなー」と叫び独特のステップを踏んだ後、外見からは想像もつかぬ凄まじいスピードのカンフーアクションで相手を撃退する。苗字が違うが木村太郎の息子という設定。
九州男児
唐草模様の風呂敷に包まれた荷物を背負い、熊本弁を喋る青年。登場時はシコ座りの姿勢を維持したまま、すり足移動で「どっすんどっすん。どっすんどっすん」と言いながら歩行する。そのノリで物や女性をそ知らぬ顔で持ち去ることで知られる。元は、『ウッチャンナンチャンの誰かがやらねば!』の「トラブルコップ」で内村が演じた「桜島土漢」「阿蘇山燃太郎」「博多どんたく」といった九州の地名を元にした刑事たち。
後に番組中の、『知ってるつもり?!』をモチーフにしたミニ番組で、死んだものとして人生を特集されていた。司会は関口宏風の内村が演じた。また、内村プロデュースの「笑わせ王決定戦」やNHKの「LIFE!〜人生に捧げるコント〜」において、即席の九州男児が復活した。
マモー

やるならやらねばのコーナー「ナン魔くん」に登場した敵。ナン魔とメフィスト（名古屋章）がいろいろな格好に扮して旅をしているのだが、その敵として元ペンキ塗りの少女である手下の「ミモー」（ちはる）と共に登場。元ネタはルパン三世の劇場映画第一作『ルパン三世 ルパンVS複製人間』に登場するマモーである。実はナン魔くんの父親（『スター・ウォーズ』シリーズのパロディ）。
「ちがーう!」のツッコミは尻を後ろに出し一の字を書くように右から左に両手を動かす。「世界を恐怖のズンドコに…ちがーう!!恐怖のどん底に陥れるのだ」（他に、「お裁き」を「おにぎり」、「こてんぱん」を「フライパン」、「エイリアン」が「ボヘミアン」など）といったやり取りはナン魔くんから「妖怪漫才」と称された。
またこのコントの途中でミモーとの掛け合いが定番となっており、まだお笑いとしては素人だったちはるが無茶にボケると「ちがーう!」という叫び声と共にゆっくりとつっこむスタイルを確立。これが大人気となった。また、「マモーミモー 野望のテーマ」を発売し大ヒットを記録させた。NHK「LIFE!〜人生に捧げるコント〜」にて一日復活した。
ドンナトキモ槇原
槇原敬之を模したキャラクター。当時番組内では、「パロディドラマ」が大人気であり、そのパロディ精神を代表するキャラクターといえる。槇原の歯並び・鼻の穴・口の大きさ・たれ目(たれ眉)を過剰なメイクで再現している。
このキャラクターは当時の槇原の大ヒット曲となった「どんなときも。」が気になっていた内村が、とある場所で槇原の顔を見て、「凄い面白い顔だ」と絶賛した。このコント自体は、南原とちはると神田利則がちゃんとした寸劇をした後に、ちはるが「どんなときも…」と呟いた瞬間、キーボードと共にマキハラが登場する。その際は「どんなときも。」が掛かり、そのまま適当な演奏をする。おだてられるとものすごく嬉しがる。
命 影郎
「トラブルコップ」に登場したキャラクター。かなり身体が弱く、殉職よりも病死のほうが自然だったが結局、犯人に狙撃されて死ぬ。咳込んだあと、手を見て「ヒィー」と叫ぶのがお約束。
また、妹として命 わずかという25年間男性と付き合ったことのない女性刑事が登場する。兄の死因は仲間であるブルさん（南原）にあると考え、責め立てては犯人に狙撃されて死ぬ。そして2人の弟に、命 無蔵（ないぞう）という刑事も登場する。ちなみに彼の場合は兄や姉の死を無駄にしないために自分がしっかりしようとする努力家だったが、最も体が弱く、既に寿命の蝋燭の火が消えかかっており、咳き込んだ勢いでその火を消す形で自らの命を絶ってしまった。
また、このキャラクターは、「トラブルコップ」以外のコントにも登場している。
そして番組がDVD化になった時は命影郎のお守りが付いている。

#### 『ウッチャンナンチャンのウリナリ!!』
ホワイティ
いわゆる、おかまである。金髪でほおは赤く、細いチョビ髭を生やしている。エルヴィス・プレスリー風の白いウェスタンファッションの服を着、服・肌・サングラス全て名前の通りホワイト・白である。常に花束を持っている。12月25日生まれでアメリカ合衆国・シカゴ州出身の日本人、昔はアイスホッケー選手であった（という設定）。本名は田中実（たなかみのる）であり、この名前で呼ばれると怒る。
「ランキングキャラクターライブ」で一人漫談を行っている。漫談の最中に「…まるで肌と肌とのぶつかり合い!!ンンッンー...ンンッンー…」と興奮し声を上げながら腰を振るアクションをするが、すぐにスポットライトをフェードアウトされてしまい慌てて謝るのがお約束だった。漫談の終了時に締めで「see you…（じゃあね）」と囁き、雰囲気を残して去る。
基本的には「ランキングキャラクターライブ」のキャラクターであったが、初登場は1996年放送の「芸能人アイスホッケー部」であり、ホワイティの出たコーナーはすぐ終わるという異名をつけられた。
キャラ投票で必ず1位になり、後にキャラクター界最強のオカマの称号を得る。
ポケビ・ブラビスペシャルバンドとして出場した年末の『紅白歌合戦』には演奏の最後で登場。その様子を見た中居正広は「やるなぁ、ホワイティ。」と称した。応援合戦にも登場し、いいところを持っていった南原とウドに突っ込みを入れた。
「ランキングキャラクターライブ」でのあまりの好評さから、単独ライブも1997年12月（日本武道館、前座をポケビ・ブラビが担当）、2002年3月（東京国際フォーラム、ウリナリ!!最終回・ウリナリ祭り内）の計2回行われた。しかし、どちらもコーナー前に、内村はポケビのテルも担当していることから、事実上2役となり、相当つかれながらやっていたが、うまく乗り越えた。
反町隆史が好み（1997年12月当時）。大リーガー、マーク・マグワイアに好意を持っていたこともある。
2010年1月に放送された『笑う犬2010寿』（フジテレビ）に他局ながら出演した。他局で出演していたことに気づくと、叫び声を上げながら終了した。
TERU（内村テル）
ポケットビスケッツのメンバー。語尾に「ダニ」とつけるのが特徴。70歳代という設定。元は、McKeeのメンバー選出のために使われていた居酒屋の店長で、選考に漏れた千秋を誘い、「第二のマモー・ミモー作ってやるダニ!」という一言を残し去っていったのがきっかけでポケビが誕生した。
メンバー内で衝突すると、すぐに「解散だー!」と怒鳴る。グループとして活動していないときは、喫茶店「ポケビ」のマスターとして、曲にちなんだ飲み物を提供している。『POWER』をライブで歌うときは、白髪のカツラが落ちるほど激しく動くのがお約束である。
辞めんなマン
「ランキングキャラクターライブ」に登場。オレンジ色の全身タイツにヘルメット、マントとスカートを身に付けた風貌。モテないブラザーズ企画のピアノ練習で挫折しかけていた勝俣を内村が「辞めんな！」と励ました場面を元に、当時内村がウリナリ!!レギュラーを追放され補欠となっていた中で誕生したキャラクターである。初登場時は「補欠内村とよく似た人物が登場していますが本人は否定。また同一人物である証拠がつかめませんでした。よって放送することにいたしました。」とのテロップが流れた。
基本的にはラジカセを流しながら登場し、何かをやめようとしている人物に「辞めんな!!」と言う。ラジカセを与えたり、ラジカセの音楽に合わせて踊ったり、「海見に行こう。」などと言って励まそうとする。内村本人も思い入れのあったキャラクターのようで、「ランキングキャラクターライブ」でホワイティと対戦となった際は絶句していた。千秋に電気アンマをしたことがある。登場テーマ曲はザ・ジャガーズのデビュー曲「君に会いたい」
アンソニー
「ランキングキャラクターライブ」内コント「王子さまお姫さま」に登場。お姫さまであるイライザを演じる千秋との息のあったやりとりが人気を博し、バトルトーナメント2で準優勝を果たしている。
ホワイティと一人二役を演じたこともある（壁を一枚隔てて右を向くとホワイティ、左を向くとアンソニー）。
ブラボー内村
南米出身。主にビビアン・スーとペアを組んで「芸能人社交ダンス部」に参加していた。他にもケディ、ジニー・リーらともペアを組んだ。「南米にはこういう諺があります!」といって、部員を励ますのが持ちネタ。ダンス部では、ブラボー内村から派生するようにスーパーブラボー内村・バロン内村・ベンチャー内村なども登場した。
バロン内村
「ランキングキャラクターライブ」に登場。名前の通り男爵っぽい格好をしている。コント内容はホワイトボードを使った言葉遊びである。「なのね」という口調が特徴で、病弱。ブラボー内村の代わりに数回、「芸能人社交ダンス部」にも参加している。「あのね、埼玉あたりで受けたんだけどね」など手品を披露している。『ウリナリ!!』では最終編で千秋演じる婚約者と感動の再会後、イギリスへ帰っていった。

#### 『笑う犬』シリーズ
ミル姉さん
「乳」の墨筆画をバックにムーディーなBGMと共に煙草をくわえながら、アンニュイな桃井かおり風のしゃべり方をする、巨乳の雌牛という設定。音楽のDJの後、映画解説を行う。コントの最終回で共演した桃井からも「似てるわ〜」と賞賛された。
キャラ設定については、「学生時代に見た映画に主演していた桃井のイメージを使用した」ことを番組中に桃井の前で自白。
『笑う犬』終了後は演じられることはなかったが、2008年には、『初詣!爆笑ヒットパレード』・『爆笑レッドカーペット3時間スペシャル』・『笑う犬2008秋』で、立て続けに出演した。この際に着用された着ぐるみは二代目で、以前のものは既に処分されている。『初詣!爆笑ヒットパレード』で着用した新しい着ぐるみは、乳が以前より大きく作られ、足を組もうとすると乳が当たり、組む事が出来なくなってしまった。またタレント深田恭子自身が熱心なミル姉ファンだと番組で自ら告白している。
大嵐浩太郎
大物時代劇俳優をマネて茶化したキャラクター。時代劇を中心に活動する大御所で、格としては最上級で大物風を吹かせており、常にマネジャー兼夫人と大所帯のスタッフを引き連れている。
芸風を広げるためとしてミュージカルやドラマなどに出演しようとするが、この方がいいんじゃないかと発するその一言通りに演出や脚本が一変され、（時代劇の殺陣風の）自己中心に自分だけの世界へと染め上げてしまう。その理不尽さに振り回される他の出演者との対比が、コントの特徴である。
あまりの自己中心の振る舞いに共演してくれる役者がいなくなり、主役や脇役だけでなく町娘や死体まで自分という『独り忠臣蔵』や『独り水戸黄門』を演じることに。
歌を歌うが音痴で、途中から口パクになることも多々。「まいていこう」と書かれた扇子を常に持ち歩いているが、その妨害となっているのは自分自身というオチ。
モデルの俳優と同じく、一人娘が外国人と結婚してしまったという設定。モデルにしている大御所俳優から怒られるのでは、とコント中にも笑いながらこぼしていた。
小須田部長

黄色い耳当てをつけている中年サラリーマン。北海道の豪雪地帯、ニューヨークのスラム、犯罪多発地帯や東南アジアの未開部族社会など様々な僻地に転任させられ、地球的規模で飛ばされまわっている。その度ごとに現地の習慣風俗を受け入れ、会社への哀しき忠誠心で苦難を乗り越えて行く。転任するごとに役職名が変化し最後に地球の危機を救うために命を捧げた。フジテレビ某プロデューサーがモデル。
てる
コント「てるとたいぞう」の主人公。元は刑事だが、同僚の刑事たいぞう（原田泰造）と捜査を共にする内にホモであることを自覚し、犯人捜査の途中の事故によるたいぞうの殉職（死亡）以降、たいぞうの弟である後任の刑事たいしろう（原田泰造）とも殉職で死別。刑事を辞め、その後もたいぞうそっくりのキャラクターに出会い続け、波乱流転の人生を歩むという不運なキャラクター。
たいぞう、たいぞうの弟たいしろう、たいぞうの叔父たいのしん、地方の漁師たいきち（全て原田泰造）など、たいぞうそっくりの人物に必ず出くわす。境遇も刑事を辞めた後、地方に隠遁生活し和服姿のゲイバーのママ（名倉潤）との同棲生活では無精ヒゲを生やし人生に疲れ切っている。ママ（名倉）の殺傷事件の責任の肩代わりをし、電車で逃亡後、地方の漁港の漁師に落ち着く。息をつく暇もなく、てるの人生を巡ってしつこく纏わり付くたいぞうのキャラクターが特徴。
葉山先輩
「一度きりの夏、21の夏。」を大事にしている28歳。長髪に髭を生やし、煙草を吸う姿はどう見ても恋愛巧者だが、実は童貞。後日談のコント「葉山先輩は今」では、48歳でも全く変わらない姿で登場した。
マサシゲ
誰にでもベラベラ話しかけるいわゆる今時の若者。出っ歯。最近すごく好きだった彼女にふられたらしい。市役所や病院でそうとうけむたがれている。
ハンサム侍
『笑う犬』のコントで配役を決めるアンケートをとった際、「奈良の竪琴」の水島以来2度目の◎をつけたキャラクターだったらしい。タイトルにはいつも「これは内村光良が気持ちよくなるための物語である。」と表記されていた。
水野講師
コント「ドッグ電器」で新入社員を鬼のように鍛える講師。後に支店長に就任する。生徒にあだ名をつけ、特に南原に対しては、「でこぼこ」「ゴルフボール」「クレーター野郎」「からあげクン」「バレンシアオレンジ」など言いたい放題であった。これはアドリブであったようで、南原はかなり動揺していた。石田（原田泰造）に贔屓をするホモ。元ネタは『フルメタル・ジャケット』と『戦場のメリークリスマス』。
玉木しげる
コント「10円」に登場。玉川上水で入水自殺未遂後、新宿でホストを経験、貢いでいた女性に子供をはらませ、逃げるように北海道へ移住した。現在TTI通信という金融会社に勤務。行く先々で兄弟や親、太宰治に間違えられるが、本人もまんざらではない態度をとる。驚くと「まじで」や「まさか」などを言おうとするも、口は動くが声は出なくなる。このコントの中では、なぜか内村はセリフを間違えることが多かった。
ミスターアンニュイ
渡部篤郎の特徴的な演技をパロディー化したキャラクター。
ウーチー
ゲームコーナー「機関車ナーマス」に登場。元になったキャラクターはゴードン。信号確認ゲームというゲームで南原・ネプチューンと対決するが、単純な色（黒や白など）で間違うことが多く、罰ゲーム（からしトラックに衝突）を食らうことが多かった。
ハムどん
上記の「機関車ナーマス」のリニューアル版「ニコニコプンスカハムえもん」に登場。元になったキャラクターはこうしくんとメガネくん。やはり罰ゲームを食らうことが多かったが、徐々に上達し、なんとベージュ3つを答えられたことがある。ただし、アイボリー、小豆色には答えられず、爆笑してしまった(そもそも原田と内村はこのゲームが苦手な上に、スタッフからの嫌がらせのような出題が多かった)。

#### 『THE THREE THEATER』&『爆笑レッドシアター』
コントのキャラクター
ナカムラ
THE THREE THEATERのユニットコント「ビジュアル系バンド@レストラン」に出てくるキャラクター。シュウヘイ（我が家・坪倉）、アキラ（ジャルジャル・福徳）、ユージ（ジャルジャル・後藤）、タク（しずる・村上）とともにバンドを組んでいるが一人だけ浮いている。浮いている理由として、年がみんなよりも20歳ほど上である。それにみんなの名前は下の名前なのに一人だけ苗字のナカムラであること。そして担当楽器がサイドギターであることが挙げられる。髪型が特徴的でスザンヌに「あのカツラどこにあったんですか?」と聞かれると、「楽屋に入ったら置いてあった。」と答えた。
ハワイ詩人
コント「路上詩人@ハワイ」に登場。路上詩人として演じているロッチ・中岡の父親役として登場。最後の部分だけ息がぴったり、笑ってしまうほど怒られたなどが理由で、中岡の弟役のロッチ・コカドに中岡とともにツッコまれる。
ミルフィーユ
ユニットコント『劇団ジョセフィーヌ』のはんにゃ・金田が演じるジョセフィーヌのライバルとして登場した。ジョセフィーヌが関西弁でしゃべるのに対し、ミルフィーユは博多弁でしゃべる。『イケメン部』か『劇団ジョセフィーヌ』のどちらかに出て下さいとスタッフからオファーがあり、『イケメン部』は事務所の後輩の狩野英孝がいるためか「ケガをするから嫌だ!」と断ったので、『劇団ジョセフィーヌ』に参加することになったと本人はコメントしている。衣装も何パターンか考えていてすごく迷ったとのこと（その様子をフルーツポンチ・亘が目撃していた）。内村のスイーツのイメージは「ショートケーキ」で止まっており、「ミルフィーユ」がイメージ出来なかったため、ショートケーキから連想されるイチゴの飾りを付けていた。
小柳
グレーのネコ耳の被り物を着けた、謎のおじさん。ユニットコント「悪魔と天使と小柳」シリーズに登場する。「悪魔と天使と小柳@グラウンド」で初登場。
天使と悪魔の中間に位置する存在とされ、その2人で十分なのに、なぜ彼が入っているのかと言うと「ニーズに合わせて選択肢が多いほうが良い」という理由で入れた。一番年上なので、三人組のリーダーである。
内村本人いわく「福徳のツッコミを受けることができて嬉しかった。」「ああいう（台本にはないアドリブが出来る）のが大好き。」とコメントしている。
一番苦労したのは、第1弾：「悪魔と天使と小柳@グラウンド」の最後のPerfumeのまねであることも明かした。理由は、村上のみがリズムがずれてしまって、ポーズがおかしくなっているためである。
第2弾：「天使と悪魔と小柳@雪山」でも前回と同じようにジャルジャル・福徳演じる高校生に「一番いらないのはお前だ」とツっこまれてしまう。最後は、第1弾と同じPerfumeで締めくくっている。第2弾放送時では、小柳はすごく楽だけど、我が家・谷田部の人気に追いつけ追い越せの気持ちでやったとコメントした。
タイムトラベラー サネアツ
戦国時代から現代にタイムトラベルして来た武士。秀吉の首を狙っている。戦国時代の人間であるため、現代のことについては勿論知らない（コントの舞台であるファーストフード店や「空気を読む」と言う言葉を知らない）。最後に柳原演じる客の女子に恋をする。本人いわく着替えに20分かかるため大変だったとコメントしている。
コーナーのキャラクター
出前の人
『THE THREE THEATER』のキャラクター。弁当やそばを出前するが自己中心的な理由で出演者が頼んだものと違うものを持ってくる。そのため色々注意されてしまうが、最後には出演者に説教をする。例えば、しずる・池田には「困ったときに顔で落とすのはやめなさい」やフルーツポンチ・亘には「祟るぞ」と言った。
テレ朝の人間
『THE THREE THEATER』のキャラクター。出演者の控え室に入っては出演者のことを持ち上げているが、実はテレビ朝日のスパイである。例えば、我が家に対しては「面白い。『言わせねーよ。』って今日やるの?期待してるから。」、しずるに対しては「フジテレビから出すなって周りが言ってたよ。」、柳原可奈子には「人間観察の女王」、狩野英孝には「マセキの一番星!もう出川抜いてるよ。」、ロッチに対しては最初は知らんぷりしたが、後に「こないだはゴメン。忘れてた。」と最初は謝り、「最近、急成長してるよね。みんながやってるよ。『UFOどこ』って。」と褒め言葉を言う。そして出演者が全員そろった時は「上に行くんだってね。もう元祖爆笑王が言いまくってたよ。」とみんなに言った。最後に、元祖爆笑王が唯一の親友であることを明かした。
マネージャー
『THE THREE THEATER』のキャラクター。大変頼りないためいつも出演者に迷惑ばかりかけているマネージャー。例えば、はんにゃ・金田に明日のスケジュールが「入浴」と言ったが、実は「ニューヨーク」だったと謝る、フルーツポンチ・村上にドラマの主演のオファーが来るも、「お笑いに集中させたい。」ということが理由で断る、ジャルジャルにバラエティ番組のメインとして出演してほしいとオファーが来るも、まだ先の話なので「また今度電話をかけます。」と折角の東京進出のチャンスなのに断る、などがある。
フリーライター
『THE THREE THEATER』のキャラクター。出演者の取材をするも、出演者のネタを見たことがない、出演者のグループ名は知っているが個人名は知らないなど色々な意味で困らせている。我が家の場合は「三人の名前の最初の文字をとって名づけたのですか?」と質問したり、はんにゃ・フルーツポンチの取材では金田と村上の写真撮影はするもそれぞれの相方である川島・亘の写真は撮影しない、狩野英孝に対しては一切取材をしないなどの対応を取っている。
キリハラミナコ
『THE THREE THEATER』のキャラクター。ドラマのプロデューサーで、柳原可奈子とはんにゃの金田哲がお気に入り。しかし、柳原のネタは見たことがあまりない。
店主
最後の「赤劇場」のコーナーで登場。レギュラー芸人の悩みを聞いてくれる。しかしたまに、悩みを打ち明ける側に説教をすることがある。
杉下ウッ京
『相棒』に登場する杉下右京のパロディキャラ。被害者柳原の証言を元に、亀山役の坪倉とともに、4人の容疑者の中から犯人を当てる。犯人はモノボケをして一番面白くなかった者が連行される。内村は杉下右京の特徴的な言動や行動を細かく真似ているが、坪倉は特に真似るような事は行っておらず、亀山が着ているのと似たジャケットを着ているのみ。2009年12月16日放送から、坪倉に代わり福徳が神戸役として、ともに解決している。福徳も坪倉と同じように特に真似るようなことはしておらず、神戸が着ているのと似た衣装を着ているのみである。

#### 『LIFE!〜人生に捧げるコント〜』
宇宙人総理
名前は小暮井康夫。地球人らしからぬ外見や言動に対して「総理は本当に地球人なのか?」と野党側から毎回追及される。「私は地球人です」と主張するが、言い逃れが出来なくなると音波を発したり、指から光線を発したりして、相手を黙らせる。宇宙規模の移民政策を掲げ衆議院を解散。連続ドラマ仕立てのコントとして、政見放送や「朝まで生テレビ!」のパロディ、街頭演説のロケなど様々な試みが行われた。
三津谷寛治
コント「NHKなんで」のキャラクター。NHK勤続40年、ゼネラル・エグゼクティブ・プレミアム・ディレクター兼LIFE!スーパーアドバイザーの肩書きを持つ。NHKのバラエティ番組の収録現場に現れ、出演者達にNHKらしい固い演出を指示する。口癖は「NHKなんで」。
増田彦介
コント「○○の壁」のキャラクター。毎回壁を突き破って登場する。
土橋竜夫
コント「モグラに育てられた男」のキャラクター。
望月くん
コント「山倉くんと望月くん」のキャラクター。何かあると、はい100万円といって100万円わたすが、同期の山倉くんだけには渡さない。
スポーツ番長
コント「スポーツ番長」のキャラクター。スポーツ部に所属。
無敵の男
コント「無敵の男」のキャラクター。ハードなアクションシーンが多い。

## 音楽活動
番組の企画でCDをいくつか発売している。
- デビューシングルは『マモー・ミモー 野望のテーマ 〜情熱の嵐〜』（1991年5月21日発売、『ウッチャンナンチャンのやるならやらねば!』発、ちはるとのデュエット曲、ポニーキャニオン）。オリコン初登場2位。
- 北神田三朗・鬼ヶ島三十郎「涙の停車場」（1992年10月7日発売、『ウッチャンナンチャンのやるならやらねば!』発、ポニーキャニオン）
- UN'z「風を受け走る君には怖いものは何もない」（1994年6月1日発売、『ゲッパチ!UN アワーありがとやんした!?』での企画デュオ。内村と南原の2人がB'z風のいでたちをする、ファンハウス）
- ポケットビスケッツ（1995年10月-2000年3月、『ウッチャンナンチャンのウリナリ!!』発、東芝EMI）
  - ブラックビスケッツと共に『NHK紅白歌合戦』に出場した。
  - 「YELLOW YELLOW HAPPY」「Red Angel」などミリオンを超える大ヒット曲にもかかわっている。
- ウルトラキャッツ（2001年-2002年9月、『ウッチャンナンチャンのウリナリ!!』発、Sony Records）
- 黒幕&愛人（2001年、ウッチャンナンチャンのウリナリ!!」発、Sony Records）
- ウリナリオールスターズ「HAPPY X'mas 〜War is over」（1999年2月17日発売、東芝EMI）
- NO PLAN（2003年12月-2006年1月、『内村プロデュース』発、キューンレコード）
  - 番組内企画で『メンバーの中で最も音痴』とされ、一時期NO PLANを脱退させられていた。
- キリンレモンサワー(2017)
  - 植木等の「ドント節」の替え歌。

### 楽曲提供
- 北条頼子（清野菜名）「私のサンクチュアリ」（2016年） - 作詞・作曲、映画『金メダル男』で清野演じる北条頼子が歌う曲[55]

## 映画製作
若い頃から映画マニアであり映画監督を目指していたが、自ら脚本を書き下ろした『ピーナッツ』で映画監督デビューとなった。
- ピーナッツ（2006年1月28日公開） - 監督・脚本・主演
- ボクたちの交換日記（2013年3月23日公開） - 監督・脚本
- 金メダル男（2016年10月22日公開） - 原作・監督・脚本・主演 ※ 知念侑李とダブル主演[56]
- 夏空ダンス（2023年6月30日公開） - 監督・脚本[57]

## 出演
コンビとしての出演番組はウッチャンナンチャン#出演の記事を参照。

### テレビ番組

#### 現在の出演番組
レギュラー 
- 世界の果てまでイッテQ!（2007年2月4日 - 、日本テレビ） - MC
- スクール革命!（2009年4月5日 - 、日本テレビ） - 担任
- 「チャップリン」シリーズ（2015年10月4日 - 、テレビ東京） - MC
- THE突破ファイル（2018年10月25日 - 、日本テレビ） - MC[58]
- チャンハウス（2023年10月7日 - 、フジテレビ） - 南原清隆、出川哲朗と週替わりでMC
- 何を隠そう…ソレが!（2024年4月24日 - 、テレビ東京） - MC[59]

 スペシャル番組 
- うわっ!ダマされた大賞（2010年7月2日 - 、日本テレビ） - MC
- 笑神様は突然に…（SP）（2012年7月28日 - 2013年3月22日・2015年12月23日 - 、日本テレビ） - MC
- LIFE!〜人生に捧げるコント〜（2012年9月1日 - 、NHK総合） - メインキャスト
- 内村のツボる動画（2020年4月14日 - 、テレビ東京）[注 22] - 近藤春菜・小山慶一郎と共にMC
- 集まれ! 内村と〇〇の会（2022年9月2日 - 、TBS） - MC

#### 過去の出演番組
レギュラー 
- USO （1995年4月 - 9月、テレビ朝日）
- 笑う犬の生活（1998年10月 - 1999年9月、フジテレビ）[注 23]
- 内村プロデュース（2000年4月 - 2005年9月、テレビ朝日）
- やしがにのウインク（2002年4月 - 9月、フジテレビ）
- ウルトラ（2002年4月 - 9月、TBS）
- ワールド☆レコーズ （2004年4月 - 2005年3月、日本テレビ）
- クイズ発見バラエティー イッテQ! 2005年10月 - 2006年3月（日本テレビ）
- 理由ある太郎（2008年4月 - 9月、フジテレビ）
- THE THREE THEATER （2008年10月14日 - 2009年3月17日、フジテレビ）
- 爆笑レッドシアター（2009年4月15日 - 2010年9月8日、フジテレビ）
- 爆笑ドッキリ検証 イメ×ドキ（2010年8月14日 - 10月2日、日本テレビ）
- LIFE!〜人生に捧げるコント〜（NHK総合）
  - NHK BSプレミアム版（2012年9月1日 - 12月22日、NHK BSプレミアム）
  - series-1（2013年6月18日 - 2014年3月18日）
  - series-2〜4（2014年4月3日 - 9月25日・2015年4月2日 - 9月24日・2016年4月7日 - 2017年3月9日）- 毎週放送
  - series-5〜8（2017年6月16日 - 2021年4月23日）- 不定期放送
  - series-9〜（2021年5月5日 - ）- 季節ごとの放送
- ハッピーエンド（2012年10月17日 - 2013年3月26日、TBS）
- 内村とザワつく夜（2013年4月18日 - 2014年9月9日、TBS）
- そうだ旅（どっか）に行こう。（2012年4月2日 - 2015年9月15日、テレビ東京）
- 笑神様は突然に…（2013年4月19日 - 2015年9月18日、日本テレビ）
- トリックハンター（2014年7月23日 - 2016年8月17日、日本テレビ）
- 痛快TV スカッとジャパン（2014年10月20日 - 2022年3月21日、フジテレビ）
- 「チャップリン」シリーズ（テレビ東京）
  - こそこそチャップリン（2015年10月4日 - 2016年3月27日）
  - じわじわチャップリン（2016年4月2日 - 2017年3月25日）
  - にちようチャップリン（2017年4月9日 - 2018年9月23日）
  - そろそろ にちようチャップリン（2018年10月6日 - 2022年3月26日）
  - 俺たち、どようびチャップリン 〜大爆笑!伝説ネタ祭り〜（2020年5月9日 - 5月30日）[注 24]
- 優しい人なら解ける クイズやさしいね（2015年11月3日 - 2017年3月21日、フジテレビ）
- 内村てらす（2016年1月22日 - 2018年3月30日、日本テレビ）
- ウッチャン式（2021年8月1日 - 10月3日、TBS）[注 24]
- あしたの内村!!（2022年4月18日 - 2023年3月20日、フジテレビ）
- 内村と相棒（2023年4月12日 - 9月20日、フジテレビ）[61]

 スペシャル番組 
- 年忘れソバ喰ってもちスペシャル しっかりせなあかんて!（1993年12月31日、フジテレビ）
- 天国か地獄か?不幸家族対抗・はじめてのしあわせ海外旅行（1998年6月、フジテレビ）
- 鶴瓶・内村のお笑いビーチボーイズ（1999年7月4日、関西テレビ）
- ウッチャンの今度これやってみよう!（2004年2月1日、フジテレビ）
- 内村ディレクション 7Days（2004年7月4日、フジテレビ）
- ウチムラ7（2004年9月28日、フジテレビ）
- ウチムラSkit（2004年12月28日、フジテレビ）
- オールスター大集合!一発勝負で賞金ゲット!イライラゲームランド（2006年9月5日、フジテレビ）
- サタデーバリューフィーバー「怪答紳士」（2007年2月10日、日本テレビ）
- 2007 史上最大のスポーツ大感謝FESTIVAL（2007年12月25日、TBS）
- お笑いDynamite!（2007年 - 2011年、TBS）
- 理由ある太郎（2008年1月1日、フジテレビ）
- ウチムラセブン 〜内村と7組の芸人たち! （2008年1月2日、TBS）
- 内村・田中の知られざるハウツー世界正しい空の飛び方（2009年10月9日、フジテレビ）
- 爆笑ドッキリ検証 イメ×ドキ（SP）（2010年3月29日、日本テレビ）
- タベテ100（2010年9月25日、日本テレビ）
- 内村不動産（2011年4月5日・11月10日、TBS）
- テンションあげまSHOW（2011年8月28日、フジテレビ）
- 内村TBS（2011年10月15日・2012年1月3日・3月29日、TBS）
- 見破れ!!トリックハンター（2011年10月21日・2012年1月27日・9月17日・12月17日・2013年4月1日・9月23日・2014年5月4日、日本テレビ）
- そうだ旅（どっか）に行こう。（2011年12月24日、テレビ東京）
- 内村コメディハウス（2011年12月27日、TBS）
- むちゃぶりカジノ（2012年1月2日、テレビ朝日）
- ハッピーエンド（2012年5月13日、TBS）
- 芸能界!日本語王トーナメントボキャブ☆ラリー（2012年9月2日、朝日放送）
- ONE AND ONLY THE LIVE!! （2012年9月28日、フジテレビ）
- 内村オフモード（2013年1月4日・4月2日、TBS）
- DASHでイッテQ!行列のできるしゃべくり 日テレ系人気番組No.1決定戦（2013年 - 2020年、日本テレビ）
- ドリームデュエット（2014年7月5日、TBS）
- 6人の村人!全員集合（2014年8月20日、TBS）
- そこそこチャップリン（2015年 - 2016年、テレビ東京）
  - ぐいぐいチャップリン（2016年9月23日、テレビ東京）
- うぷ村（2015年7月8日、TBS）
- 内村光良も衝撃!全国民の流行を爆笑体験!「み〜んな、やってますヨ!」（2016年1月30日、テレビ東京）
- 内村カメラ（2016年7月17日、2017年1月1日・4月21日・12月28日、日本テレビ）
- FNS27時間テレビフェスティバル!（2016年7月23日・24日、フジテレビ） - MCリレー
- UWASAのネタ（2017年6月21日・2018年1月6日、日本テレビ）
- 全国小学生No.1超頭脳決定戦!（2017年9月5日、TBS）
- 内村と坂上の21世紀職人!!（2017年9月13日、フジテレビ）
  - 世界の21世紀職人 なぜこんな高い?世界4大ブランド潜入SP（2018年6月22日、フジテレビ）
- 内村五輪宣言!（NHK総合）
  - TOKYO2020 開幕1000日前スペシャル（2017年10月28日）
  - TOKYO2020 開幕2年前スペシャル（2018年7月24日）
- 日本一なら出来るかな!?（2018年4月8日、日本テレビ）
- THE突破ファイル〜驚きの発想が生んだ突破劇〜（2018年5月13日、日本テレビ）
- 初対面トークショー!! 内村カレンの相席どうですか（2018年 - 2020年、フジテレビ）
  - 内村カレンの超社会科見学（2021年11月15日、フジテレビ）
- 内村&さまぁ〜ずの初出しトークバラエティ 笑いダネ（2018年 - 2024年、日本テレビ）
- 世間のナマ声 飛び込み調査 キキコミ!（2018年9月22日・2019年2月2日、毎日放送）
- 総決算!平成紅白歌合戦（2019年4月29日、NHK総合）
- 世界76億人に発信!内村のツボる動画大賞（2019年7月9日・10月22日、テレビ東京）
- 怒られ履歴書（2019年10月9日、フジテレビ）
- 内村のアナタこんな人だったのね大賞（2020年2月24日、フジテレビ）
- 内村光良が釘付け!人生をかけた大一番!「勝負の日 密着させて下さい」（2020年2月29日、TBS）
- ウッチャン式（SP）（2020年11月28日 - 2021年11月23日、TBS）
- 日テレ系人気番組 春秋のコラボSP!（2021年4月4日・10月3日、日本テレビ）
- 世界四大化計画〜Mr.ザッハトルテの野望〜（2021年8月16日、NHK総合）
- あしたの内村!!（2021年9月25日・2022年1月3日・3月20日、フジテレビ）
- うちむら見える化TV（2021年12月29日・2022年7月26日、テレビ東京）
- 四大化計画 〜世界は3つで語れない〜（2022年4月30日 - 2024年3月25日、NHK総合）[注 25]
- 家族愛が爆発だ!（2022年5月29日・2023年1月2日・2024年1月2日、毎日放送/TBS）
- 内村と相棒（SP）（2022年11月20日、フジテレビ）
- 笑いと水の祭典!THE水王（2023年8月28日、TBS）
- 何を隠そう…ソレが!（2023年9月2日・12月28日・2024年3月13日、テレビ東京）
- 箱根駅伝 伝説のシーン表と裏（2023年12月30日、日本テレビ）

 その他 
- NHK紅白歌合戦（NHK総合・ラジオ第1）
  - 第68回NHK紅白歌合戦（2017年12月31日）- 総合司会
  - 第69回NHK紅白歌合戦（2018年12月31日）- 総合司会
  - 第70回NHK紅白歌合戦（2019年12月31日）- 総合司会[63]
  - 第71回NHK紅白歌合戦（2020年12月31日）- 総合司会
  - 第75回NHK紅白歌合戦（2024年12月31日）- ゲスト審査員
- ライブ・エール（2020年 - 2024年、NHK総合）年1回放送 - 司会[64]
- 君の声が聴きたい（2022年 - 2024年、NHK総合）年1回放送 - キャプテン
  - こえうた（2022年5月7日）

### インターネット番組
- 内村さまぁ〜ず
  - 内村さまぁ〜ず（2006年11月 - 2015年11月、ミランカ→内さま.com、ひかりTV ほか）
  - 内村さまぁ〜ず SECOND（2015年11月 - 2022年10月、Amazon Prime Video）
  - 内さまワールド（2023年2月9日 - 2024年1月25日、Netflix）
- 内村写真部（2012年1月20日配信開始、全12話、BeeTV）
- ここは笑いのふしぎ堂書店（2023年11月22日 - 、全6話、Amazon Prime Video）[65]

### ラジオ番組
- 内村さまぁ〜ずのオールナイトニッポンGOLD（2015年9月11日、ニッポン放送）
- 内村光良のオールナイトニッポン（2019年5月7日・2021年9月17日、ニッポン放送）
- 内村光良のオールナイトニッポンGOLD（2023年6月16日・2024年8月30日、ニッポン放送）

### テレビドラマ
- 仰げば尊し 第1話『2年C組の奇跡』（1994年1月、フジテレビ）
- ザ・ワイドショー（1994年1月 - 3月、日本テレビ）
- 君といた夏（1994年8月8日 - 9月、フジテレビ）- 松原輝文 役
- 松田のドラマ（1996年、日本テレビ） - 監督・脚本
- 生かし屋という男（1997年、テレビ朝日） - 監督・脚本・主演
- ベストパートナー（1997年10月 - 12月 TBS） - 主演
- 世にも奇妙な物語 春の特別編『そして、くりかえす』（1998年4月、フジテレビ） - 主演
- 彼女との時代（1998年、テレビ朝日） - 監督・脚本
- バスストップ（2000年7月 - 9月、フジテレビ） - 主演：宮前武蔵 役（飯島直子とW主演）
- 恋人はスナイパー（2001年10月11日、テレビ朝日） - 主演（水野美紀とW主演）
  - 恋人はスナイパー EPISODE2（2002年12月24日、テレビ朝日） - 主演（水野美紀とW主演）
- ぼくが地球を救う（2002年7月 - 9月、TBS） - 主演
- はぐれ刑事純情派 第16シリーズ 第3話『赤ちゃんが消えた!?人殺しと呼ばれた父』（2003年4月16日、テレビ朝日） - 記者役(ノンクレジット)
- テーマソングス 第1話『黄色い風船』（2004年3月30日、フジテレビ） - 主演
- 西遊記（2006年1月9日 - 3月、フジテレビ） - 沙悟浄 役
- スティング松岡 危機一髪! （2006年12月、フジテレビ） - 企画・主演
- ドラマW「結婚詐欺師」（2007年11月、WOWOW） - 主演
- 一瞬の風になれ（2008年2月25日 - 2月28日、フジテレビ） - 三輪先生 役
- こちら葛飾区亀有公園前派出所 第7話（2009年9月19日、TBS） - 本田速人 役
- ボクの妻と結婚してください。（2015年5月10日 - NHK BSプレミアム） - 主演・三村修治 役[66]
- コンフィデンスマンJP 第6話（2018年5月14日、フジテレビ） - 斑井満 役[67]
- LIFE!スペシャル 忍べ!右左エ門（	2018年12月19日、NHK総合） - 主演・右左エ門  役
  - LIFE!presents 忍べ!右左エ門 THE SKY ATTACK（2019年12月26日、NHK総合） - 主演・右左エ門  役
- 連続テレビ小説 なつぞら（2019年4月1日 - 9月28日、NHK総合） - なつの父 役／ナレーション兼任[68][69]
- 夜の連続テレビ小説 うっちゃん（2020年12月22日・2021年2月11日・3月24日、NHK総合） - 主演・内原てるお（うっちゃん） /内原明夫 役

### 出演映画
- ボクの女に手を出すな（1986年12月13日公開）ナンチャンと出演
- 七人のおたく（ウッチャンナンチャン主演、1992年12月19日公開） - 近藤みのる 役、『日本アカデミー賞』新人俳優賞
- ナトゥ 踊る!ニンジャ伝説（大森一樹監督、2000年公開） - ウリナリメンバーと端役で登場
- 木更津キャッツアイ 日本シリーズ（2003年11月公開） - 村田ジョージ 役
- ゼブラーマン（2004年2月14日公開） - 一本木 役
- 恋人はスナイパー 劇場版（2004年4月17日公開） - 演出協力・主演：王凱歌 役（水野美紀とW主演）
- クレヨンしんちゃん 嵐を呼ぶ!夕陽のカスカベボーイズ（2004年4月17日公開） - NO PLAN本人役の声優
- サヨナラCOLOR（2005年8月公開） - 前田元彦 役
- ピーナッツ（2006年1月28日公開） - 監督・脚本・主演：秋吉光一 役
- 西遊記（2007年7月14日公開） - 沙悟浄 役
- 内村さまぁ〜ず　THE MOVIE　エンジェル（2015年9月11日公開） - 内山次郎 役
- 金メダル男（2016年10月22日公開） - 原作・監督・脚本・主演：秋田泉一 役[56]

### 吹き替え
- マーヴェリック - 夫人役 ※『金曜ロードショー』（日本テレビ）版
- SING/シング（2017年3月17日公開） - バスター・ムーン 役[70]
- SING/シング: ネクストステージ（2022年3月18日公開） - バスター・ムーン 役[71]

### テレビアニメ
- サザエさん（2016年7月24日、フジテレビ） - 本人役 [72]
- 忍たま乱太郎（2018年12月19日、NHK Eテレ） - 右左ヱ門 役[73]

### 劇場アニメ
- トラペジウム (映画)（2024年5月10日公開） - 伊丹秀一 役[74]

### 舞台・ライブ
- ハンブン東京（2007年11月16日 - 18日、サンシャイン劇場） - 作・演出・出演
- 子どもさんかん日（2008年11月26日 - 30日、東京芸術劇場中ホール）
- エルダーソルジャーズ（2009年、東京グローブ座）
- 内村光良一人舞台『東京オリンピック生まれの男』（2011年7月7日（木） - 7月10日（日）、サンシャイン劇場[注 26]） - 作・主演
- ボクの妻と結婚してください。（2014年2月27日 - 3月2日、天王洲 銀河劇場） -  - 主演・三村修治 役[66]
- 第16回東京03単独公演「あるがままの君でいないで」（2014年9月21日、東京・草月ホール）[注 27]
- 東京2/3（2017年5月10日 - 14日、サンシャイン劇場） - 作・出演
- 内村文化祭 '17秋空（2017年10月29日・30日、草月ホール）
- 内村文化祭 '18灼熱（2018年8月15日・16日、浅草公会堂）[75]
- 内村文化祭 '19三茶（2019年8月28日・29日、昭和女子大学人見記念講堂）[76]
- 内村文化祭 '20配信（2020年9月25日・26日、横須賀芸術劇場 大ホール）[注 28]
- 内村文化祭 '21満面（2021年10月14日 - 17日、日本青年館ホール）[78]
- 内村文化祭 '22紅葉（2022年11月29日・30日、よみうり大手町ホール）[79]
- 内村文化祭 '23初心（2023年9月9日・10日、KAAT神奈川芸術劇場）[80]
- 内村文化祭 '24還暦（2024年10月20日、熊本城ホール / 11月1日 - 3日、KAAT神奈川芸術劇場）[81]

### ミュージックビデオ
- 桑田佳祐
  - 「白い恋人達」
  - 「君への手紙」（2016年）[82]
- FUNKY MONKEY BABYS「サヨナラじゃない」

### 広告
- 日本コカ・コーラ「烏龍茶・煌」（2000年）
- ライオン「グロンサン 強力内服液」（2006年）
- マイナビ「マイナビ2017」（2016年）[83]
- キリンビール
  - 「淡麗プラチナダブル」（2016年）[84]
  - 「麒麟特製レモンサワー」（2020年 - ）[85]
  - 「麒麟特製クリア酎ハイボール」（2022年）[86]
  - 「晴れ風」（2024年）[87][88]
- 桑田佳祐シングル「君への手紙」（2016年）[82]
- サントリースピリッツ「明日のレモンサワー」（2017年）[89]
- ソフトバンク「私立スマホ中学」（2018年）[90] - 動画コンテンツ
- 花王「リセッシュ除菌EX」（2018年 - ）[91]
- PERSOL
  - 「日本の人事部長PERSOL」（2019年）[92]
  - 「話そう！パーソル」（2022年）[93]
- 三井住友銀行
  - 「UPDATE！SMBC」（2021年）[94]
  - 「Vポイント」（2022年）[95]
- ジェクトワン「アキサポ」（2023年 - ）[96]
- 花王×創味食品「エンドレス焼肉キャンペーン」（2024年）[97]
- オートバックスセブン「オートバックス」（2025年）[98]

## 著書
小説
- アキオが走る（角川書店、1996年3月、ISBN 978-4-04-872928-4）
  - 内村の自伝的小説。『月刊カドカワ』1993年8月号に中学思春期編が、1994年12月から高校時代編が掲載された[99]。
- されど草野球 〜あれから10年〜（角川書店、秋吉光一著[注 29]、2006年1月、ISBN 978-4-04-873672-5）
  - 映画「ピーナッツ」のノベライズ。
- 金メダル男（中公文庫、2016年6月23日、ISBN 978-4-12-206263-4）
  - 読売新聞夕刊に連載（2016年4月1日 - 2016年6月）後、文庫化
- ふたたび蝉の声（小学館、2019年3月1日、ISBN 978-4-09-386535-7）
  - 初の書き下ろし長編小説[100]。